# Sturmgewehr 45
El StG 45(M) (Sturmgewehr 45 literalmente "fusil de asalto 1945") algunas veces llamado MP 45(M), fue un prototipo de fusil de asalto desarrollado por Mauser para el Wehrmacht al final de la Segunda Guerra Mundial, usando un innovador sistema operativo de retroceso retardado por rodillos. Disparaba cartuchos intermedios 7,92 x 33 Kurz (o "Pistolenpatrone 7,9 mm") a una cadencia cíclica de aproximadamente 450 disparos por minuto.

## Desarrollo

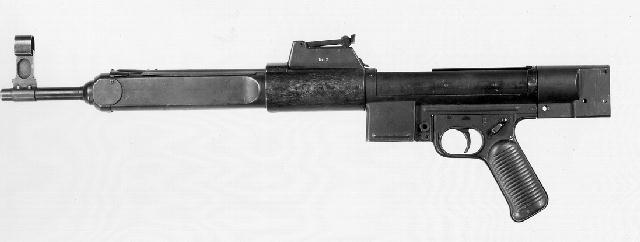
El prototipo Mauser Gerät 06H de fusil de asalto.

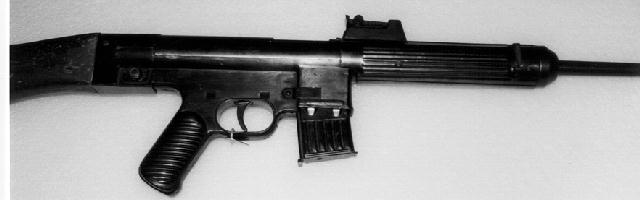
El prototipo Mauser Gerät 06H de fusil de asalto.

La famosa firma Mauser Werke comenzó a desarrollar su propio fusil de asalto hacia 1943. El origen de este fusil puede ser rastreado a los años finales de la Segunda Guerra Mundial cuando los ingenieros de Mauser que trabajaba en el Grupo de desarrollo de armas ligeras (Abteilung 37) en Oberndorf am Neckar diseñaron el prototipo de fusil de asalto MKb Gerät 06 (Maschinenkarabiner Gerät 06 o "Carabina-ametralladora Aparato 06") preparado para el cartucho 7,92 x 33 Kurz , primero con el modelo  Gerät 06 usando un mecanismo de retroceso corto y cerrojo de rodillos originalmente adaptado de la ametralladora MG 42, pero con un cañón fijo y la varilla del pistón de gas accionados convencional. Se observó que al poner especial atención a las relaciones mecánicas, podría omitirse el sistema de gas.
Sin embargo, el primer diseño sufría de un fallo inherente: Sin un respiradero de gas (como el utilizado por las armas recargadas por gas) para aliviar la presión de los gases de combustión antes de que el proyectil pudiera dejar el cañón, la presión del gas desde el cartucho disparado podría presionar el casquillo contra las paredes, resultando en atascos en la recámara. Como resultado fueron cortadas ranuras de descompresión de gas en la recámara, permitiendo que los gases de combustión en secuencia pasaran del casquillo del cartucho y así aliviar la presión. Durante el proceso, el casquillo podría quemarse de una manera que era característica en las posteriores armas de Heckler & Koch, que utilizan el mismo principio.
El StG 45(M) intentó reemplazar al fusil de asalto Sturmgewehr 44 (StG 44), porque la producción en serie de este último era bastante costosa y lenta. Comparado con los 70 Reichsmarks que costaba el StG 44, el coste calculado del StG 45(M) era de 45 Reichsmarks. Las piezas para solo 30 fusiles completos fueron producidos antes que la guerra terminara.
Mientras que el StG 45(M) fue creado para usar el mismo cargador de 30 cartuchos que su predecesor, el fusil es usualmente expuesto con el cargador de 10 cartuchos empleado por el Volkssturmgewehr. El cargador corto era usado por los ingenieros de la Mauser durante las pruebas, ya que por su bajo perfil era más fácil de disparar con el fusil en el campo de tiro de pruebas de la fábrica.

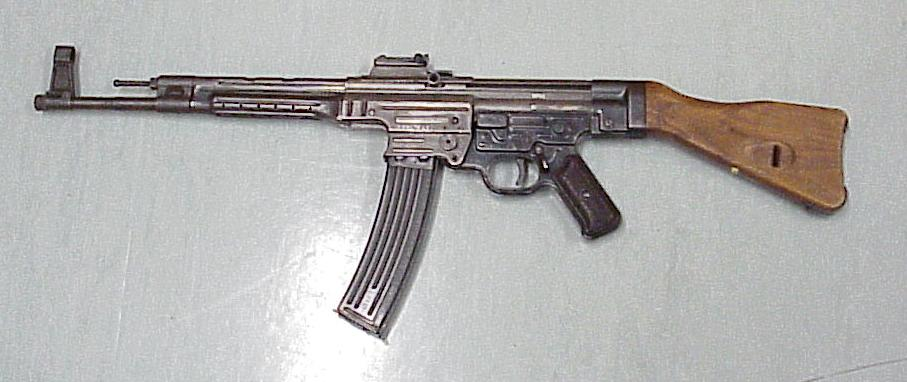
Sturmgewehr 44.

## Desarrollos de posguerra

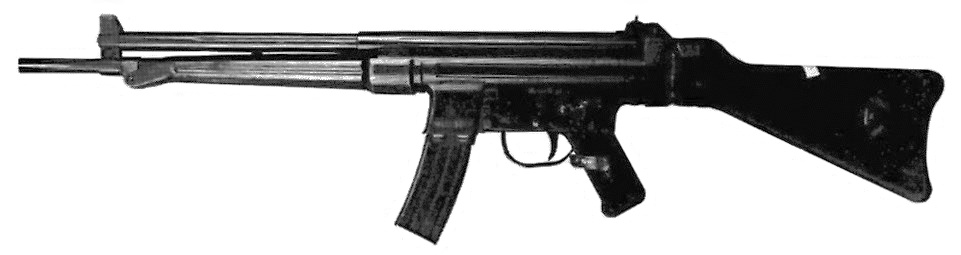
El CEAM Modèle 1950, un esfuerzo francés para poner el concepto StG 45(M) en producción masiva. Empleaba cartuchos .30 Carbine.

Los técnicos alemanes involucrados en el desarrollo del Sturmgewehr 45 continuaron su investigación en Francia en CEAM. El mecanismo del StG45 fue modificado por Ludwig Vorgrimler y Theodor Löffler en la fábrica de Mulhouse entre 1946 y 1949. Fueron fabricadas tres versiones, calibradas para los cartuchos .30 Carbine, 7,92 x 33 Kurz tanto como para el cartucho 7,65 x 35 desarrollado por Cartoucherie de Valence y adoptado en 1948. Un cartucho 7,5 x 38 que usaba una bala con la mitad de aluminio fue abandonado en 1947. El diseño de Löffler, denominado Carabine Mitrailleuse Modèle 1950, fue retenido para pruebas entre otros 12 prototipos diseñados por CEAM, MAC y MAS. Vorgrimler más tarde trabajaría en CETME, España desarrollando la línea de fusiles automáticos CETME.
Alemania eventualmente compraría la licencia CETME y fabricaría el Heckler & Koch G3 tanto como toda la línea basada en el mismo sistema, siendo uno de los más famosos el HK MP5.
Unas pocas armas de posguerra usarían este sistema (retroceso retardado por rodillos) tales como el SIG 510.